# Tput
tput je jedním ze standardních unixových nástrojů, tedy pomocných programů specifikovaných v rámci Single UNIX Specification. Je určený pro správu terminálu. K tomu používá informace o terminálu, které získá buď z proměnných prostředí nebo z jednoho ze systémů terminfo a termcap.
Poprvé se tput objevuje v systému UNIX System V v osmdesátých letech dvacátého století ve verzi pracující se systémem terminfo. V roce 1986 je zveřejněn jeho klon pracující se systémem termcap.
Další variantu přinesl balíček mytinfo zveřejněný v roce 1992 Rossem Ridgem. Jeho kód byl v červnu 1995 zahrnut do knihovny ncurses.